# Sunflower Caravan
Sunflower Caravan je pražská hudební skupina hrající od října 2001. V roce 2007 doprovodili na turné švédské The Ark, ve stejném roce také dělali předskokana Glenu Hansardovi.

## Historie
Na české hudební scéně se objevují v říjnu 2001, zřejmě první vystoupení proběhlo v prosinci téhož roku. Z hraní po pražských klubech je do Švédska vytáhli glam-rockoví The Ark, poté co zhlédli jejich vystoupení v Paláci Akropolis. Turné odstartovalo 9. října koncertem v Malmö, následoval Helsingborg a Göteborg. V prosinci navázali dalšími třemi zastávkami (Jönköping, Stockholm, Malmö) na podporu nového alba The Ark State of The Ark.
Na konci srpna začali pracovat na prvním singlu „Talkin' About“, jeho oficiální pokřtění proběhlo 27. září 2005 v oblíbeném Paláci Akropolis. Singl si produkovala sama kapela, vydáno bylo pouze 250 kopií. V roce 2006 podnikli třetí výlet do Švédska,krátké turné mělo opět tři zastávky (Malmö, Helsingborg, Växjö). Za rok 2006 obdrželi četné nominace na překvapení roku, o kapele se mluvilo jako o jednom z největších domácích objevů.
Další dva singly, „Sympathetic“ a „London Dancing“, vyšly v roce 2007. Téhož roku si Sunflower Caravan zahráli na předních česko-slovenských festivalech (Rock for People, Pohoda). Počátkem října absolvovali první regulérní turné s The Ark. Jedenáct evropských koncertů zpestřili Glen Hansard a Markéta Irglová, když se objevili coby hosté na pařížském vystoupení. Nový rok oslavili jako předkapela The Frames v Dublinu.
Debutové album skupiny vyšlo v únoru 2009, 19. února v pražském klubu Roxy.
V roce 2010 vystupovali jako předkapela na koncertě Collegium Musicum v Lucerně a vyšlo jim druhé album „a little bit more“.

## Ocenění
- 2006: „překvapení roku“ od časopisu Filter (pouze nominace)[4]
- 2006: „překvapení roku“ od časopisů Rock&Pop a Spark (pouze nominace)
- 2006: „objev roku“ - Ceny Óčka (pouze nominace)[5]
- 2009: „objev roku“ cena Anděl (pouze nominace)[6]
- 2009: vítěz kategorie hudba - cena Český tučňák[7]

## Členové
- Andy Čermák - Hammondovy varhany, klávesy
- Vít Rosnecký - bicí
- Michell - baskytara
- Vojtěch Šeliga - klávesy

## Diskografie

### Studiová alba
- 2009: „Sunflower Caravan - selftitled“
- 2010: „A Little Bit More"

### EP
- 2005: Sunflower Caravan

### Singly
- 2005: „Talkin' About“
- 2007: „London Dancing“
- 2007: „Sympathetic“
- 2009: „What Is Happiness?“